# توکو (تگزاس)
توکو، تگزاس(به انگلیسی: Toco, Texas) شهری در ایالت تگزاس از ایالات جنوبی ایالات متحده آمریکا است. در سرشماری سال ۲۰۰۰، جمعیت این شهر ۸۹ نفر اعلام شد.